# Theta Lupi
Theta Lupi (157 Lupi) é uma estrela na direção da constelação de Lupus. Possui uma ascensão reta de 16h 06m 35.56s e uma declinação de −36° 48′ 08.0″. Sua magnitude aparente é igual a 4.22. Considerando sua distância de 411 anos-luz em relação à Terra, sua magnitude absoluta é igual a −1.28. Pertence à classe espectral B2.5Vn.